# Fujitsu FM 11 BS
Fujitsu FM 11 BS (FM 11 BS) је професионални рачунар фирме Фуџицу (Fujitsu) који је почео да се производи у Јапану током 1984. године.
Користио је MBL 8088 микропроцесорску јединицу а RAM меморија рачунара је имала капацитет од 256 KB (до 1 MB). 
Као оперативни систем кориштен је CP/M, CP/M 86, MS-DOS.

## Детаљни подаци
Детаљнији подаци о рачунару FM 11 BS су дати у табели испод.
|                       | |
| [ 1 ]                 | |
| Произвођач            | Фуџицу |
| Тип                   | професионални рачунар                                                                                            |
| Меморија              | 256 (до 1 MB) |
| Поријекло             | Јапан |
| Година                | 1984 |
| Тастатура             | потпуна професионална тастатура са функцијским тастерима и одвојена нумеричка тастатура (JIS стандард). 98 тастера. |
| Процесор              | 8088 |
| Фреквенција процесора | 8 |
| RAM                   | 256 (до 1 MB) |
| ROM                   | 24 KB |
| Текст                 | 40 x 20, 40 x 25, 80 x 20, 80 x 25                                                                               |
| Графика               | 640 x 400 (2 површине), 640 x 200 (4 површине) са 8 боја                                                         |
| Боја                  | 16 |
| Звук                  | мали звучник |
| Димензије             | 464 (ширина) x 360 (дубина) x 153 (висина) / 13                                                                  |
| Портови               | |
| Оперативни систем     | |